# سیما ایلخان
سیما ایلخان (ملک سیما ایلخان) یکی از نخستین زنانی است که پا به عرصه کارگردانی تلویزیونی گذاشت؛ او متولد تهران و دانش‌آموخته مدرسه عالی تلویزیون و سینما (دانشگاه صدا و سیما) است. وی فعالیت رسمی خود را از سال ۱۳۵۵ در رادیو تلویزیون ملی ایران آغاز کرد.

## زندگی حرفه‌ای
چند نمونه از برنامه‌های نمایشی، عروسکی و مسابقات تلویزیونی کارگردانی شده توسط سیما ایلخان می‌توان به موارد زیر اشاره کرد.
- سه سنجاب؛ ۱۳۶۴
- بهارانه؛ ۱۳۶۸
- مدرسه موشها؛ ۱۳۶۰–۱۳۶۳
- قطار ابدی؛ ۱۳۷۷
- مسابقه ۹ بر ۱؛ ۱۳۸۰
- مسابقه سی؛ ۱۳۷۶
- مسابقه پنج؛ ۱۳۷۵
- وزیر مختار؛ ۱۳۷۰
- آرزوی پردردسر؛ ۱۳۷۴
- بزبز قندی؛ ۱۳۶۶
- پرپرک؛ ۱۳۷۲
- کلاه قرمزی (روز جهانی کودک)؛ ۱۳۷۳
- تپلی؛ ۱۳۶۷
- تعطیلات خوش بگذره؛ ۱۳۷۴
- نی لبک سحرآمیز؛ ۱۳۷۵
- چتر باران؛ ۱۳۶۴
- روباه و خروس؛ ۱۳۷۵
- سلام کوچولو؛ ۱۳۷۸
- مثل زندگی؛ ۱۳۷۹
- تورنگ و پورنگ؛ ۱۳۷۹
- گیلی گیلی ها؛ ۱۳۸۰
- سرزمین کلمات و اعداد؛ ۱۳۸۵
- مکتب خانه غیرانتفاعی؛ ۱۳۸۹